# Boštjan Burger

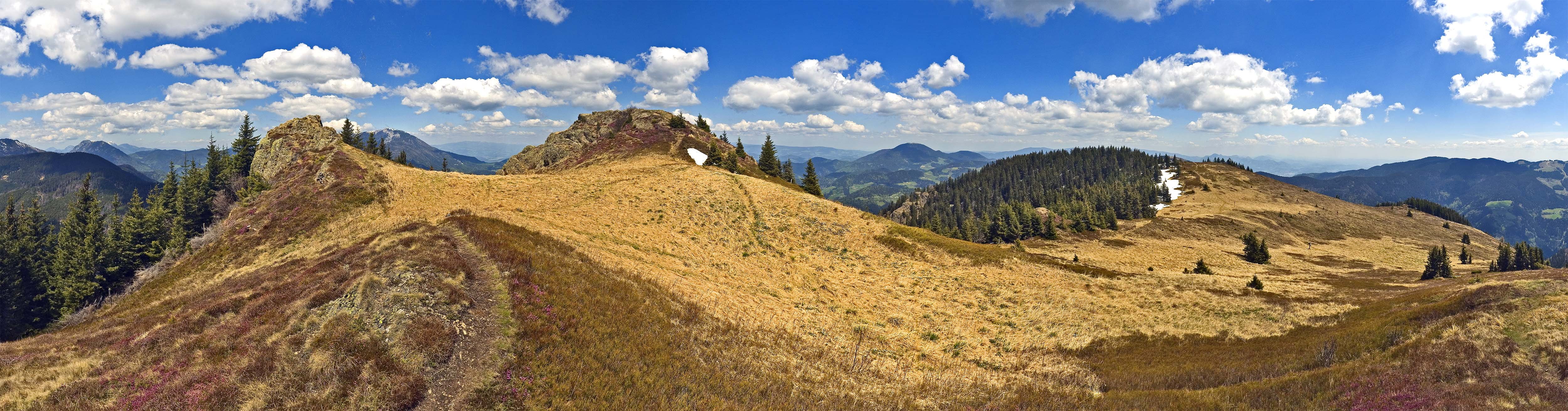
Smrekovsko Pogorje

Boštjan Burger (* 1966) je slovinský informatik, geograf, panoramatický fotograf a speleolog.

## Život a dílo
Z pozice programátora odešel v roce 1990, aby se stal výzkumným geografickým pracovníkem se zaměřením na hydrologii vodopádů. Jako nástroj pro výzkum krajiny používal VR panoramata. Velký vliv na něj měl geograf Don Bain a Hans Nyberg (použití QuickTime VR pro celoobrazovkové panoramata).
Je autorem myšlenky Subterranean View, což je součást projektu City View. Subterranean View vznikl v roce 1998 a zahrnuje většinu ze zpřístupněných jeskyní a významných krasových jevů ve Slovinsku.

## Galerie

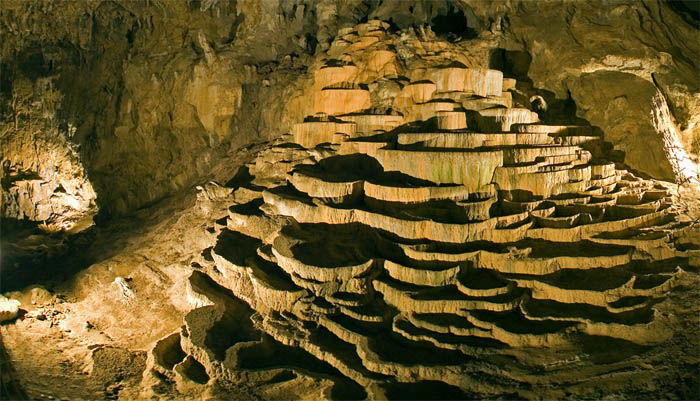
Jeskyně Škocjan, 2000
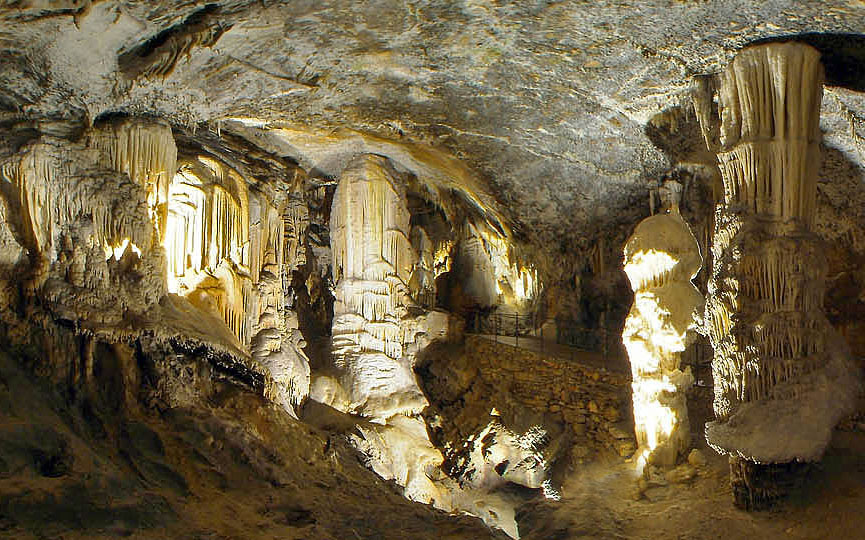
Postojnské jeskyně, 2000
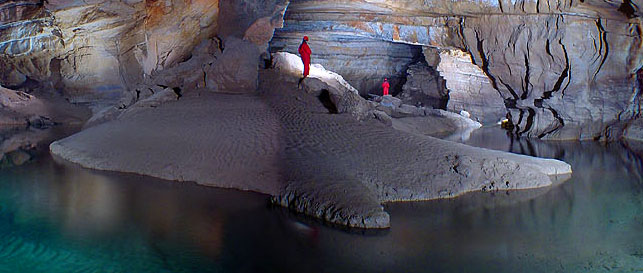
Križna Jama
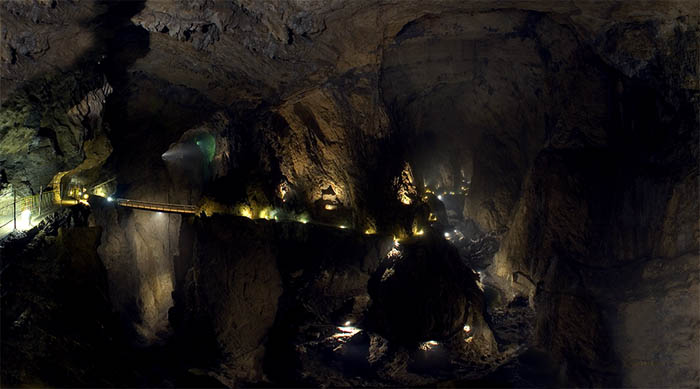
Sumeca Jama
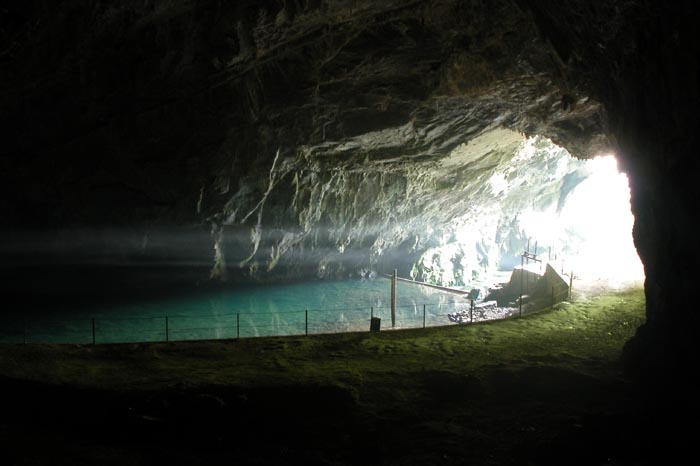
Planinska Jama
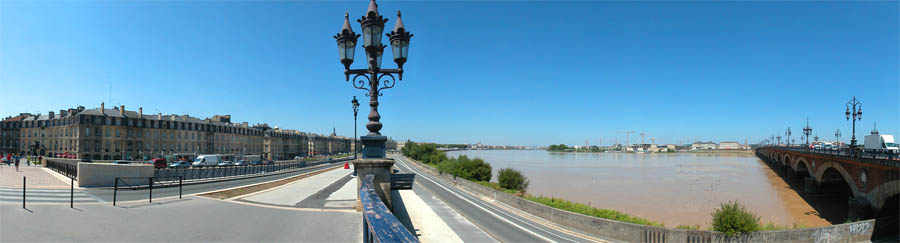
Bordeaux, 2007
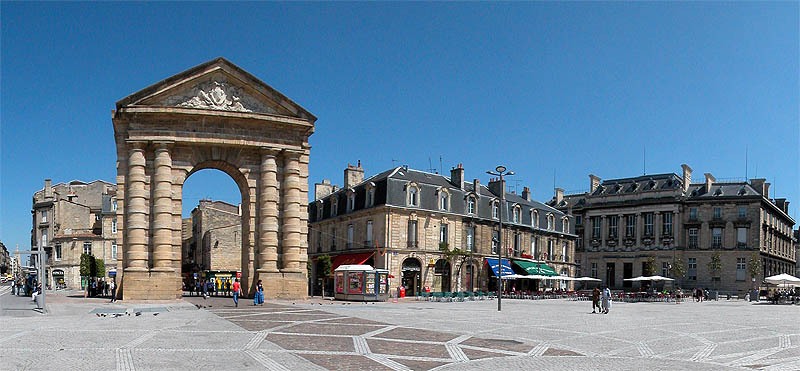
Bordeaux
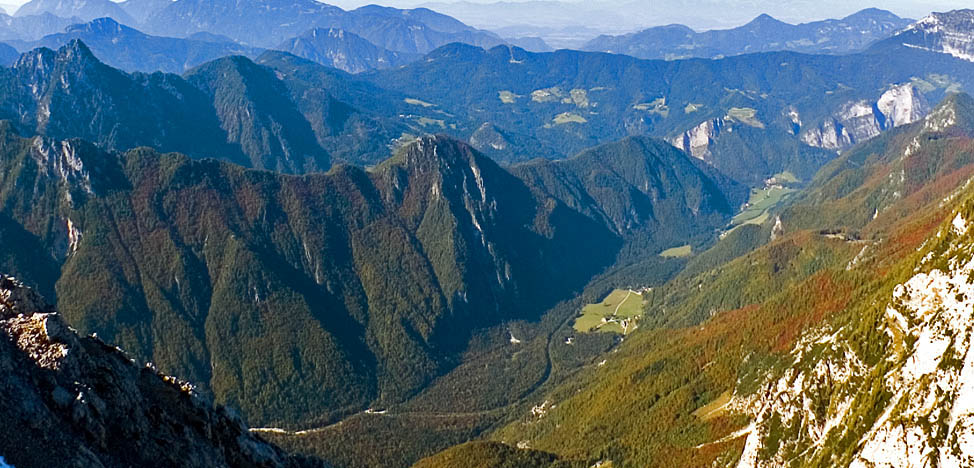
Logarska Dolina